# Офф-офф-Бродвей
Офф-Офф-Бродвей (вне вне Бродвея, англ. Off-Off-Broadway) — профессиональный театральный термин, которым обозначаются площадки в Нью-Йорке с вместимостью менее 100 посетителей. Эти театры меньше Бродвейских и офф-Бродвейских, способны вмещать менее 100 человек.
Обычно это либо экспериментальные театры, либо театры в районах, где живёт определённая этническая группа.
Примеры таких театров — «The Flea Theater» и «The Brick».
Движение «Офф-Офф-Бродвейских постановок» зародилось в 1958 году как реакция на коммерциализацию профессиональной театральной сцены и как экспериментальное или авангардное движение в драме и театре. Движение зародилоь в противовес не только Бродвею, но и Офф-Бродвею.